# Atheta sphagnicola

Atheta sphagnicola  (лат.) — вид коротконадкрылых жуков из подсемейства Aleocharinae. Канада.

## Распространение
Встречается в провинции Нью-Брансуик (Канада).

## Описание
Мелкие коротконадкрылые жуки, длина тела 3,4 мм. Основная окраска тёмно-коричневая и чёрная (надкрылья желтовато-коричневые).
Большинство взрослых особей этого вида были найдены во мху (Sphagnum) и около болота. Взрослые особи были собраны в апреле-мае.
Вид был впервые описан в 2016 году канадскими энтомологами Яном Климашевским (Jan Klimaszewski; Laurentian Forestry Centre, Онтарио, Канада) и Реджинальдом Вебстером (Reginald P. Webster). Видовое название дано по имени сфагнума (Sphagnum), где найдена типовая серия.